# Ole Falck Ebbell
Ole Falck Ebbell, född 13 september 1839 i Kristiania (nuvarande Oslo), död 29 juni 1919 i Trondheim, var en norsk arkitekt.
Ebbell studerade i Hannover 1855–59, genomgick därefter fackskolan för ingenjörer i Zürich, deltog ett par år i uppförandet av Stortingsbyggnaden i Kristiania, avslutade 1863–65 sina studier i arkitektur och konsthistoria i Tyskland och Italien och verkade 1865–71 som arkitekt, först i sin födelsestad, från 1871 i Trondheim, i var närhet han byggde Rotvoll sinnessjukasyl. Åren 1871–1906 var han lärare, från 1891 överlärare i byggnadslära och arkitekturhistoria vid Trondheims tekniska läroanstalt. Han lämnade 1877 ritningarna till Eg sinnessjukasyl vid Kristiansand och förestod uppförandet av åtskilliga offentliga och privata byggnadsverk i Trondheim.